# پارک شبه‌ملی نیشی-چوگوکو سانچی
پارک شبه‌ملی نیشی-چوگوکو سانچی (به لاتین: Nishi-Chugoku Sanchi Quasi-National Park) یک منطقهٔ مسکونی در ژاپن است که در استان شیمانه واقع شده‌است.